# IBF Örebro
IBF Örebro ist ein schwedischer Sportverein aus der Großstadt Örebro. Die Herrenmannschaft spielt 2017/18 in der Svenska Superligan, der höchsten schwedischen Spielklasse.

## Geschichte

### Gründung
2006 schlossen sich Axbergs IF und der Örebro SK Innebandy zur Juniorenförderung zusammen. Am 20. Mai 2011 wurde schließlich der IBF Örebro gegründet. Bereits in der ersten Saison erreichte das Team von Cheftrainer Janne Ekengren den zweiten Platz in der Division 1. 2012/13 gelang der Herrenmannschaft Örebros ohne Niederlage der Aufstieg in die Allsvenskan. In der ersten Saison gelang der Herrenmannschaft mit dem fünften Tabellenrang die Teilnahme an den Playoffs knapp nicht.
2016/17 konnte man sich für die SSL-Aufstiegsplayoffs qualifizieren und konnte sich im Final dieser gegen den FBC Kalmarsund, bei welchem Kim Nilsson spielte, durchsetzen.

## Stadion
Die Mannschaften von Örebro spielen seit 2013 im Idrottshuset in Örebro. Im Huset stehen Örebro zwei Hallen zur Verfügung. Die größere der beiden Hallen hat einen Kapazität von 2300 Personen und die kleinere bietet Platz für 1700 Personen.

## Statistiken

### Zuschauer
| Jahr    | ø   |
| ------- | --- |
| 2015/16 | 314 |
| 2016/17 | 476 |

### Topscorer
| Jahr    | Name            | Sp | T  | A  | P  |
| ------- | --------------- | -- | -- | -- | -- |
| 2015/16 | Marcus Ekengren | 20 | 22 | 26 | 48 |
| 2016/17 | Simon Jirebeck  | 21 | 28 | 21 | 49 |